# Emmanuella Grâce Bikatal
Emmanuela Grâce Bikatal, född 17 september 1999, är en volleybollspelare (passare). Hon spelar med Kameruns landslag och har med dem deltagit i VM 2022 och vunnit afrikanska mästerskapet 2021. På klubbnivå har hon spelat med Nyong-et-Kéllé VB.